# Palazzo Arcivescovile (Pisa)
Palazzo Arcivescovile di Pisa si trova poco dopo l'estremità est della piazza del Duomo, in piazza dell'Arcivescovado.

## Storia e descrizione

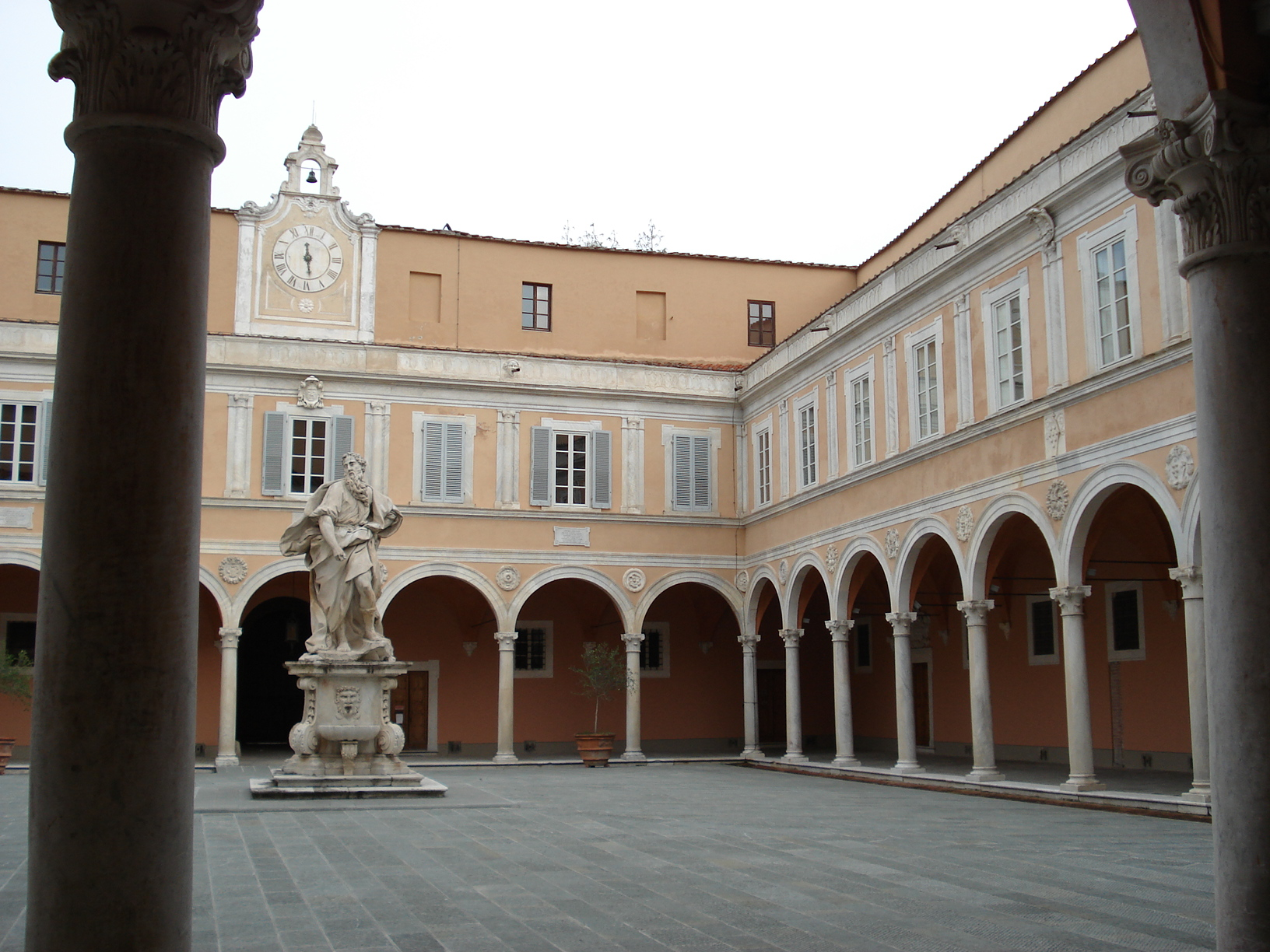
Il cortile interno del Palazzo arcivescovile

Risale al XV secolo e fu edificato sui resti di un edificio del XII secolo. È caratterizzato da una semplice ma solenne facciata caratterizzata dal contrasto tra l'intonaco e le profilature in pietra a vista sugli spigoli, sulle cornici delle finestre e nei timpani, nel grande portale affiancato da due colonne, che sostengono anche il terrazzo al primo piano.
All'interno dell'ampio cortile vi si conservano alcuni busti di arcivescovi di Pisa. Al centro una statua del XVIII secolo dello scultore Andrea Vaccà raffigurante Mosè.
Vi è contenuto l'Archivio dell'Arcidiocesi di Pisa. Al pian terreno la cappella privata è decorata da affreschi barocchi dei fratelli Melani e conserva il dipinto San Ranieri dinanzi alla Vergine di Giovanni Battista Tempesti.